# 前440年
| 千纪： | 前1千纪 |
| 世纪： | 前6世纪 \| 前5世纪 \| 前4世纪 |
| 年代： | 前470年代 \| 前460年代 \| 前450年代 \| 前440年代 \| 前430年代 \| 前420年代 \| 前410年代                                                                           |
| 年份： | 前445年 \| 前444年 \| 前443年 \| 前442年 \| 前441年 \| 前440年 \| 前439年 \| 前438年 \| 前437年 \| 前436年 \| 前435年                                             |
| 纪年： | 周考王元年 魯悼公二十八年 齊宣公十六年 晉哀公十二年 趙襄子三十六年 秦躁公三年 楚惠王四十九年 宋昭公二十九年 衛敬公二十五年 鄭共公十五年 燕成公十五年 越王朱勾八年 |

## 大事记
- 周考王上位。
- 晉哀公去世，子晉幽公嗣位，晉政府權力所及，僅剩絳城、曲沃二城，餘皆入韓、趙、魏三家。晉君有名無實，心懷畏懼，反赴三家朝覲。

## 出生
- 吴起，战国军事家和政治家（前381年逝世）。

## 逝世
- 杜凯提乌斯，古希腊政治家